# Honda MT-5
Die Honda MT-5 ist ein Kleinkraftrad des Herstellers Honda, welches von 1980 bis 1983 produziert wurde.
Als Enduro ausgeführt ist die MT-5 das Schwestermodell der Tourenversion MB-5.

## Technische Daten
| Verkaufsbezeichnung               | Honda MT-5 |
| Hersteller                        | Honda Motor Co. Ltd, (Tokyo, Japan) |
| Fahrzeugtyp                       | AD 01 |
| ABE-Nr.                           | B 557 |
| Baujahr                           | 1980–1983 |
| Fahrzeugart                       | Kleinkraftrad (50 cm³, 40 km/h) |
| Motor                             | Einzylinder-Zweitaktmotor mit Flachkolben und Umkehrspülung. Leichtmetallzylinder mit Laufbuchse und Leichtmetallkopf, Membransteuerung. |
| Hubraum                           | 49 cm³ |
| Bohrung, Hub                      | 39 × 41,4 mm |
| Kühlung                           | Luftgekühlt |
| Leistung                          | 2,0 kW (2,7 PS) bei 4500/min |
| Vergaser                          | Keihin HM-Rundschiebervergaser |
| Kupplung                          | Ölbadmehrscheibenkupplung |
| Getriebe                          | Fünfganggetriebe |
| Sekundärübersetzung zum Hinterrad | Offene Rollenkette, Übersetzung: 13/45 Zähne |
| Zündung                           | Schwunglichtmagnetzünder, kontaktlose CDI-Zündung. |
| Zündkerze                         | NGK BR7HS, NGK BR7HIX, CHAMPION RL82C |
| Batterie                          | 6V, 6N4-2A-4 |
| Fahrgestell                       | Rohrrahmen, Telegabel vorn, Hinterradschwinge mit hydr. gedämpften Federbeinen (3-fach verstellbar) |
| Tank                              | 6,8 Liter, davon ca. 1 Liter Reserve. |
| Abmessungen                       | Länge: 1945 mm, Breite: 780 mm, Höhe: 1055 mm, Radstand: 1245 mm |
| Leergewicht                       | 90 kg |
| Zul. Gesamtgewicht                | 246 kg |
| Sitzplätze                        | 2 |
| Felgen v + h                      | Drahtspeichenräder |
| Reifen v + h                      | 2.50-19 vorn, 3.00-16 hinten |
| Reifendruck v + h                 | 1,5 bar vorn, 2,8 bar hinten |
| Bremsen                           | Leichtmetall-Halbnabenbremsen mit eingegossenem Bremsring vorn und hinten |
| Standgeräusch                     | 60 dB(A) / 3000/min |
| Fahrgeräusch                      | 70 dB(A) |
| Höchstgeschwindigkeit             | 40 km/h |
| Ausstattung                       | Der Hauptscheinwerfer mit Glühleuchte (Leistung 15 W) ist dauerabgeblendet, d. h. die MT-5 hat kein Fernlicht. Cockpit mit Tacho, Zündschloss und Kontrollleuchten, Bremslicht, Klingel, Blinkanlage, Endurolenker, hochgelegte Auspuffanlage, Geländebereifung |
| Sonderausstattung                 | Gegen Aufpreis Gepäckträger |